# 볼가 타타르인
볼가 타타르인 또는 간단히 타타르인(татарлар, tatarlar)은 러시아의 이델-우랄 지역에서 유래한 타타르인의 일파로, 타타르인 집단 중 가장 규모가 커서 단순히 "타타르인"이라 하면 이들만을 가리키기도 한다. 러시아 연방에서 인구는 약 530만 명으로 러시아인 다음으로 수가 많은 민족 집단이며, 특히 타타르스탄 공화국과 바슈코르토스탄 공화국에 많은 인구가 거주한다. 튀르크어족 킵차크어파에 속하는 타타르어를 사용하며 주로 수니파 이슬람교를 믿으나 간혹 러시아 정교회 신자도 있다.
다양한 하위 집단이 있는데 최대 분파로서 카잔 칸국을 이루던 카잔 타타르인, 메셰라 저지대에 살던 미샤르 타타르인, 카심 칸국을 이루던 카심 타타르인, 우드무르티야와 뱟카강 유역에 사는 누크라트 타타르인, 페름 변경주에 사는 페름 타타르인, 러시아 정교회를 믿는 크랴셴인이다. 이외에 바슈코르토스탄에 가까이 사는 텝탸르인, 러시아 정교회로 개종한 노가이족에서 유래한 나가이바크인, 아스트라한 칸국을 이루던 아스트라한 타타르인 등의 소수민족도 볼가 타타르인의 일부로 분류되기도 한다.

## 같이 보기
- 타타르인
- 볼가강
- 카잔 칸국
- 립카 타타르인
- 크림 타타르인
- 중국 타타르족
- 이델-우랄국